# Бьервиг, Эспен
Эспен Бьервиг (норв. Espen Bjervig; род. 30 июня 1972 года) — норвежский лыжник, призёр чемпионата мира, победитель этапа Кубка мира. Наиболее успешно выступал в гонках классическим стилем.
В Кубке мира Бьервиг дебютировал в 1985 году, в январе 1999 года одержал единственную в карьере победу на этапе Кубка мира. Кроме этого имеет в личных гонках на своём счету 5 попаданий в тройку лучших на этапах Кубка мира. Лучшим достижением Бьервига в общем итоговом зачёте Кубка мира является 7-е место в сезоне 1998/99.
На чемпионате мира 1999 года завоевал серебро в эстафетной гонке, кроме того 8-м в гонке на 10 км классикой и 14-м в гонке преследования на 25 км.